# Bonyik
Bonyik es un corregimiento de la comarca Naso Tjër Di, República de Panamá. Fue fundado el 4 de diciembre de 2020, segregado del distrito de Changuinola. Comprende las comunidades de Bonyik, Rancho Quemado, Bonauin, Sodi, Santa Rosa y Tres Piedras.